# Elecciones presidenciales de Corea del Sur de 1952
Las elecciones presidenciales de Corea del Sur se celebraron el 5 de agosto de 1952, en plena guerra de Corea, durante el período de estancamiento militar que sucedió a la liberación del país tras su invasión por parte de Corea del Norte. Fueron las segundas elecciones presidenciales y las primeras directas. Con una participación superior al 88%, Syngman Rhee obtuvo un segundo mandato con casi el 75% de los votos, siendo la guerra probablemente el motivo de su victoria.

## Resultados
| Candidato                          | Partido                            | Votos     | %    |
| ---------------------------------- | ---------------------------------- | --------- | ---- |
| Syngman Rhee                       | Partido Liberal                    | 5.238.769 | 74.6 |
| Cho Bong-am                        | Independiente                      | 797.504   | 11.4 |
| Yi Si-yeong                        | Partido Nacionalista Democrático   | 764.715   | 10.9 |
| Shin Heung-u                       | Independiente                      | 219.696   | 3.1  |
| Votos en blanco/anulados           | Votos en blanco/anulados           | 255.199   | –    |
| Total                              | Total                              | 7.275.883 | 100  |
| Votantes registrados/participación | Votantes registrados/participación | 8.259.428 | 88.1 |
| Fuente: Nohlen et al.              |                                    |           |      |